# Albaniens fodboldforbund
Albaniens fodboldforbund (Albansk:Federata Shqiptare e Futbollit, F.SH.F.) er Albaniens nationale fodboldforbund og dermed det øverste ledelsesorgan for fodbold i landet. Det administrerer Kategoria Superiore (landets bedste fodboldrække), Kategoria e Parë (landets næstbedste fodboldrække) og Kategoria e dytë (landets tredjebedste fodboldrække) samt landsholdet og U/21-landsholdet og har hovedsæde i Tirana.
Forbundet blev grundlagt den 6. juni 1930, blev medlem af FIFA i 1932 og var i 1954 en af stifterne af UEFA.
Den 14. marts 2008 valgte FIFA at suspendere F.SH.F. pga. politisk indblanding i forbundets arbejde, hvilket betød at forbundet var bandlyst fra landskampe og andre internationale fodboldaktiviteter. Efter løfter fra den albanske regering blev suspensionen den 29. april 2008 ophævet.

## Ekstern henvisning
- FSHF.org